# جف مک‌کارتی
جف مک‌کارتی (به انگلیسی: Jeff McCarthy) (زاده ۱۶ اکتبر ۱۹۵۴) بازیگر آمریکایی است.
از فیلم‌های معروف او می‌توان به بازی در پایان نفس‌گیر و شروع به هنگام عصر اشاره کرد.